# 李永 (唐朝)
李永（9世纪?—838年11月6日），唐朝皇族。唐文宗李昂的长子，生母王德妃。
大和四年（830年）春正月戊子，李永被封为魯王，同月生母王氏被立为昭仪。832年被立为皇太子。李永好出游，荒怠政務。开成二年（837年），给事中韦温担任太子教师，一直到中午才能见到太子。韋温勸導他：“太子当鸡鸣而起，问安视膳，不宜专率宴安。”但太子依然故我，使东宫属官絶望。
唐文宗为李永选妃时，朝廷大臣的女儿们都进入了挑选名单之中，朝廷内外因此动荡不安。文宗得知后对宰相郑覃说：“我希望为太子求娶你们荥阳郑氏的衣冠女子为妻，卻听说外朝大臣们都不愿跟我結為亲戚，这是為甚麼呢？我家也是幾百年的世家大族，怎麼把神堯皇帝的後人當作不近女色的佛家羅漢呢？”唐文宗于是放弃了以大臣之女為李永之妃的计划。不久郑覃把孙女嫁给了一位九品卫佐崔皋，唐文宗说：“民间缔结婚姻，不计较官品却崇尚门第。我家已做了二百年的天子，还比不上崔氏和卢氏吗？”
开成二年（837年），太子生母王昭仪晋封为德妃。与王氏同时晋封的楊賢妃深受文宗宠爱，常常说李永的坏话。唐文宗将李永幽閉少陽院，打算廢儲。羣臣皆言：“太子年少，容有改過。國本至重，豈可輕動。”御史中丞狄兼謩論之尤激動，乃至於涕泣。韦温也說：“陛下惟一子，不教，陷之至是，岂独太子之过乎。”於是文宗打消廢儲的念頭。开成三年（838年）十月庚子，李永暴卒于少阳院，死因不明。谥号莊恪太子。《唐会要》记载，其墓永陵，在京兆府昭应县界。
開成四年（839年）十月十八日改立敬宗六子陳王李成美為太子。隔日唐文宗看特技表演，見一中年人焦躁來回走動，緊盯一童子爬竿，後來方知二人是父子，觸景生情，对左右说：“朕贵为天子，不能全一子！”遂悲痛流淚。隨即下令將坊工劉楚材等四人以及禁中女倡十人處死。

## 延伸阅读
[在维基数据编辑]
 《舊唐書/卷175》，出自刘昫《舊唐書》